# 雷德伍德谷 (加利福尼亞州)
雷德伍德谷（英語：Redwood Valley）是位於美國加利福尼亞州門多西諾縣的一個人口普查指定地區。

## 地理
雷德伍德谷的座標為39°15′56″N 123°12′16″W / 39.26556°N 123.20444°W，而該地最高點為海拔高度220米（即722英尺）。

## 人口
根據2010年美國人口普查的數據，雷德伍德谷的面積為7.118平方千米，當中陸地面積為7.086平方千米，而水域面積為0.032平方千米。當地共有人口1729人，而人口密度為每平方千米242人。